# Gianluca Frabotta
Gianluca Frabotta (* 24. Juni 1999 in Rom) ist ein italienischer Fußballspieler. Er steht aktuell bei Juventus Turin unter Vertrag und ist momentan an Frosinone Calcio verliehen. Frabotta kommt überwiegend auf der Position des Linksverteidigers zum Einsatz.

## Karriere

### Verein
Frabotta begann das Fußballspielen bei Consalvo. Von dort wechselte er 2012 in die Jugendabteilung von Savio. Im Jahr 2015 wechselte er in die Jugend des FC Bologna. Dort durchlief er die U17- und U19-Jugendmannschaften des Vereins. Er stand zwar im Ligaaufgebot des Vereins kam aber nie zu Einsätzen im Profibereich.
Im Jahr 2018 wurde Frabotta an die AC Renate in die Serie C verliehen um Spielpraxis im Profibereich zu erhalten. Sein erstes Spiel in der Serie C bestritt er am 16. September 2018 beim 2:0-Sieg gegen die SS Sambenedettese. Er wurde hierbei in der 72. Minute für Lorenzo Saporetti ausgewechselt. Bis zur Winterpause spielte er 12 mal für den Verein, wovon er neunmal in der Startformation begann.
Im Januar 2019 wechselte Frabotta innerhalb der Serie C den Verein und wurde er an Pordenone Calcio verliehen. Sein erstes Spiel bestritt er am 26. Januar 2019 beim 2:1-Sieg gegen Rimini. Er wurde in der 69. Minute für Michele De Agostini eingewechselt. Bei Pordenone kam er in der Rückrunde sieben Mal zum Einsatz.
Im Sommer 2019 wechselte Frabotta in die U23 von Juventus Turin. Sein erstes Spiel für die zweite Mannschaft Turins bestritt er am 1. September 2019 unter Fabio Pecchia bei der 2:3-Niederlage im Spiel gegen die ACN Siena.
Sein erstes Spiel in der Serie A bestritt er am 1. August 2020 am letzten Spieltag der Saison 2019/2020 unter Maurizio Sarri bei der 1:3-Niederlage gegen die AS Rom. Frabotta spielte über die vollen 90 Minuten auf der Position des Linksverteidigers. Seit der Saison 2020/21 gehörte er zum von Andrea Pirlo trainierten Profikader von Juventus Turin. Im ersten Ligaspiel der Saison wurde er gegen Sampdoria Genua in der Startelf aufgeboten. Juventus gewann das Spiel mit 3:0. Am 4. November 2020 kam er erstmals in der UEFA Champions League zum Einsatz. Beim 4:1-Sieg gegen Ferencváros Budapest wurde er in der Halbzeit für Juan Cuadrado eingewechselt.
In der Saison 2021/22 war Frabotta an Hellas Verona verliehen. Am 27. Juni 2022 wechselte er für die Saison 2022/23 auf Leihbasis zum Serie-A-Aufsteiger US Lecce. Lecce wiederum verlieh ihn an Frosinone Calcio.

### Nationalmannschaft
Frabotta durchlief die U-18, U-19, U-20 und U-21 Jugendnationalmannschaften Italiens. Am 8. Februar 2017 gab er sein Debüt für die U-18 Italiens beim 1:1 gegen Frankreich. Im gleichen Jahr gab er sein Debüt für die U-19 beim 2:0-Sieg gegen Kroatien am 9. August 2017.
Am 13. Oktober 2020 kam Frabotta unter Paolo Nicolato zu seinem ersten Einsatz für die U-21 Italiens. Er begann in der Startformation im Qualifikationsspiel für die Europameisterschaft gegen Irland. Italien gewann das Spiel mit 2:0. Frabotta nahm mit den Azzurrini zudem an der Vorrunde der U-21-Fußball-Europameisterschaft 2021 teil.

## Erfolge
Pordenone Calcio
- Meister der Serie C: 2018/19
- Supercoppa di Serie C: 2019

Juventus Turin U23
- Coppa Italia Serie C: 2019/20

Juventus Turin
- Italienischer Meister: 2019/20
- Italienischer Supercupsieger: 2020
- Italienischer Pokalsieger: 2020/21